# Palpares martini
Palpares martini är en insektsart som beskrevs av Van der Weele 1907. Palpares martini ingår i släktet Palpares och familjen myrlejonsländor. Inga underarter finns listade i Catalogue of Life.